# غورو (حومة بم)
غورو (بالفارسية: گورو) هي مستوطنة تقع في إيران في منطقة مركزية ريفية. يقدر عدد سكانها بـ 46 نسمة .